# Toms Šmēdiņš
Toms Šmēdiņš (* 25. April 1986 in Ventspils) ist ein lettischer Beachvolleyballspieler.

## Karriere
Šmēdiņš wurde 2002 mit Artis Caics Fünfter bei der U18-WM in Xylokastro. Mit seinem Bruder Jānis Šmēdiņš trat er im nächsten Jahr beim gleichen Wettbewerb in Pattaya. 2004 erreichte er mit Valters Ramma das Finale der Junioren-WM in Porto Santo. In Sankt Petersburg bestritten die Šmēdiņš-Brüder 2005 ihr erstes gemeinsames Open-Turnier und bildeten nun ein festes Paar, das bei der Nachwuchs-WM 2006 in Mysłowice Vierter wurde. 2008 trennten sich ihre Wege wieder und Toms spielte die letzten Turniere des Jahres mit Mārtiņš Pļaviņš. Anschließend wurde er mit ASK/Kuldiga – K-Volejs lettischer Vizemeister in der Halle.
Zu Beginn der Beachsaison des folgenden Jahres trat er mit Caics in Novi Sad an und gewann das Challenger-Turnier. Nach einem dritten Platz in Warna hatte er noch zwei Auftritte mit Pļaviņš, ehe er 2010 seine Karriere mit Caics fortsetzte. Bei der Europameisterschaft 2010 in Berlin unterlagen die beiden Letten in der Vorrunde unter anderem gegen ihre Landsleute Samoilovs/Sorokins und schieden als Gruppenletzter aus. Erfolgreicher waren Šmēdiņš und Caics in ihrem Heimatland. Sie konnten die lettische Meisterschaft in diesem Jahr für sich entscheiden. 2011 kamen sie bei der EM in Kristiansand wieder nicht über die Vorrunde hinaus.
2012 spielte Toms Šmēdiņš mit Edgars Točs und 2013 mit Ruslans Sorokins zusammen. Bei der WM in Stare Jabłonki schieden Šmēdiņš/Sorokins trotz eines Sieges über die Niederländer Spijkers/Varenhorst nach der Vorrunde aus. 2014 war zunächst Jānis Pēda Šmēdiņš' neuer Partner. Bei der EM in Quartu Sant’Elena schieden Šmēdiņš/Pēda sieglos nach der Vorrunde aus. Anschließend spielte Šmēdiņš mit Viktors Koržeņevičs und Ende 2015 wieder mit Ruslans Sorokins. 2016 und 2017 spielte er an der Seite von Aleksandrs Solovejs. Von 2018 bis 2020 war Haralds Regža Šmēdiņš' Partner. Eine Saison später bestritt er mit verschiedenen Partnern noch einige nationale Turnier.